# Sierra (serie televisiva)
Sierra è una serie televisiva statunitense andata in onda per una stagione e 14 episodi sulla NBC dal 12 settembre al 24 dicembre 1974.

## Trama
La serie si focalizza sugli sforzi dei Rangers del National Park Service per far rispettare la legge federale e sull'importanza di preservare l'integrità del territorio.

## Produzione
Prodotta da Jack Webb per la Mark VII Limited e la Universal Television, la serie deriva il suo nome dall'immaginaria Sierra National Park, una parte del U.S. National Park Service. In realtà, gli esterni furono girati al Parco nazionale di Yosemite, posto tra la California e il Wyoming. Nel decimo episodio, "The Urban Ranger", si stabilisce che il parco esisteva anche all'interno dello stesso mondo immaginario popolato dai personaggi di Squadra emergenza (Emergency!), telefilm prodotto sempre dalla Mark VII Limited. I due paramedici di Squadra emergenza, interpretati da Kevin Tighe e Randolph Mantooth, sono apparsi anche nel decimo episodio di Sierra.
La canzone della sigla iniziale, composta da John Denver e Lee Holdridge, fu eseguita da Denny Brooks.

## Cast
Come molte serie prodotte dalla Mark VII Limited, il cast era incentrato su una coppia di protagonisti impegnati in un lavoro di servizio pubblico, supportato da un cast di personaggi di supporto all'interno della stessa organizzazione. In questo caso, i protagonisti erano James G. Richardson nei panni del Ranger Tim Cassidy ed Ernest Thompson nei panni del Ranger Matt Harper. Il cast è stato completato dal loro capo, il Ranger Jack Moore (Jack Hogan), e dai colleghi ranger Julie Beck (Susan Foster) e PJ Lewis (Michael Warren).

## Messa in onda
Il telefilm venne cancellato dopo tre mesi, principalmente a causa della crescente popolarità della serie concorrente Una famiglia americana (The Waltons), che andava in onda nello stesso momento sulla CBS. Il finale della serie andò in onda il giorno della vigilia di Natale del 1974 ed era una versione modificata del suo episodio pilota rimasto inedito, The Rangers. Il 17 ottobre 1974 la serie non venne trasmessa a causa delle concomitanti World Series 1974 di baseball.

## Episodi
| Stagione       | Episodi | Prima TV USA |
| -------------- | ------- | ------------ |
| Prima stagione | 14      | 1974         |